# Zabiele (Dąbrowa-Moczydły)
Zabiele – przysiółek wsi Dąbrowa-Moczydły w Polsce, położony w województwie podlaskim, w powiecie wysokomazowieckim, w gminie Szepietowo.
W latach 1975–1998 przysiółek administracyjnie należał do województwa łomżyńskiego.